# امرأة (فلم 1915)
امرأة (بالإنجليزية: A Woman)، يعرف أيضا بأسم (انسة تشارلي)، وهو فيلم كوميدي أمريكي صامت من عام 1915 تأليف وإخراج وبطولة تشارلي تشابلن، تم إنتاجه في استوديوهات إساناي.

## طاقم التمثيل
- تشارلي تشابلن - جنتلمان / 'نورا نيتلراش'
- إدنا بيرفيانس - ابنة البيت
- تشارلز إنزلي - والدها
- مارتا غولدن - أمها
- مارجي رايجر - صديقة أب السيدة
- بيلي أرمسترونغ - صديق الأب
- ليو وايت - عاطل في الحديقة

## وصلات خارجية
- A Woman على يوتيوب
- مقالات تستعمل روابط فنية بلا صلة مع ويكي بيانات
- امرأة متوفر للتحميل المجاني على أرشيف الإنترنت